# San Jacinto del Búa
San Jacinto del Búa ist eine Ortschaft und eine Parroquia rural („ländliches Kirchspiel“) im Kanton Santo Domingo der ecuadorianischen Provinz Santo Domingo de los Tsáchilas. Die Parroquia besitzt eine Fläche von 204,48 km². Die Einwohnerzahl lag im Jahr 2010 bei 11.718. Für das Jahr 2015 wurde die Einwohnerzahl auf 13.340 geschätzt.

## Lage
Die Parroquia San Jacinto del Búa liegt im Tiefland westlich der Cordillera Occidental im Nordwesten der Provinz Santo Domingo de los Tsáchilas. Der 260 m hoch gelegene Hauptort befindet sich 27 km westnordwestlich der Provinzhauptstadt Santo Domingo de los Colorados am linken Flussufer des in Richtung Westnordwest fließenden Río Búa, ein rechter Nebenfluss des Río Quinindé.
Die Parroquia San Jacinto del Búa grenzt im Norden an die Parroquias Monterrey, La Villegas und Plan Piloto (alle drei im Kanton La Concordia), im Nordosten an die Parroquia Valle Hermoso, im Südosten an das Municipio von Santo Domingo de los Colorados, im zentralen Süden an das Municipio von El Carmen (Provinz Manabí, Kanton El Carmen) sowie im Westen an die Parroquia San Pedro de Suma (ebenfalls im Kanton El Carmen in der Provinz Manabí).

## Siedlungen und Orte
In der Parroquia gibt es folgende Recintos:
- Palma Sola
- El Recreo
- San Pedro del Laurel
- La Flecha
- 10 de Agosto
- El Porvenir
- Las Juntas
- Chila Guabalito
- San José de Juntas
- San Vicente del Búa
- Mocache I
- Mocache II
- Mocache III
- Mocache IV
- Mocache V
- Mocache VI
- Mocache VII
- Bellavista

## Geschichte
Die Parroquia San Jacinto del Búa wurde am 9. November 1998 mittels Acuerdo Ministerial N° 86 gegründet.